# Association progrès du management
Pour les articles homonymes, voir APM.
L’association progrès du management (Apm), est une association professionnelle internationale de dirigeants francophones active dans le domaine de la formation managériale. Les dirigeants s'engagent à se perfectionner grâce à des journées d'échanges et au partage d'expériences et d'expertises, dans le but de faire progresser durablement leur entreprise. Créée en 1987 par Pierre Bellon, elle compte plus de 8 000 adhérents. Le but de l'Apm est le progrès de l'entreprise par le progrès du dirigeant.

## Description
L'association est créée en novembre 1986 par Pierre Bellon, alors président de Sodexo et vice-président du CNPF,. L'idée que celui-ci promeut est que le développement d'une entreprise dépend en bonne partie de la qualité de son dirigeant. Ainsi, il met en place une structure associative facilitant les échanges entre dirigeants et encourageant la formation personnelle managériale.
L'approche repose donc sur le partage d'expériences et d'expertises. L'association constitue ainsi un réseau dont l'objectif est le perfectionnement des dirigeants au service du progrès de leur entreprise.

## Fonctionnement
Chaque adhérent participe à la rencontre au sein d'un club local. Chaque club développe un programme sur mesure, selon les besoins et les problématiques des entrepreneurs locaux. Les rencontres se mènent une fois par mois en petit comité de 20-25 dirigeants, tous différents en termes de profils, cultures ou secteurs d'activités.
Pour chaque journée, des experts sélectionnés pour leur vision créent l'étincelle, le déséquilibre - si important pour mieux renouveler sa pensée - et permettent l'ouverture à de nouveaux éclairages sur un sujet spécifiquement choisi pour provoquer la discussion, prendre de la hauteur et ouvrir les perspectives des dirigeants.
Afin d'éviter de potentiels conflits personnels ou d'intérêts, deux dirigeants d'un même club ne peuvent être dans une situation de concurrence. De plus, l'utilisation du club et de l'association à des fins économiques ou politiques n'est pas autorisée.
Deux conditions sont nécessaires pour adhérer à l'association : il faut diriger une entreprise de plus de 10 salariés et être coopté par l'ensemble des adhérents du club pour préserver la confidentialité et maintenir une totale liberté d'échange.
L'association est structurée localement en plus de 410 clubs dans 35 pays. De son côté, la Maison Apm s'occupe de services globaux. Elle est au service de l'ensemble de l'écosystème Apm et organise notamment la convention biannuelle.

## Histoire
Créée officiellement à la fin de l'année 1986, l'association met en place les réunions de ses premiers clubs dès janvier 1987.
Les présidents successifs de l'Apm sont : Pierre Bellon, Jean-Marie Laborde, Brigitte de Gastines, Nathalie de Chalus, Jacques Chaize, Xavier Ouvrard et Christian Barqui, Stanislas Desjonquères, Denis Coret.

## Données chiffrées
L'Apm regroupe plus de 8 000 adhérents adhérents, 410 clubs dans 35 pays, 410 animateurs, plus de 400 experts.